# Jasper Johns
Jasper Johns, Jr. (n. 15 mai 1930, Georgia, SUA) este un pictor și sculptor american contemporan de orientare expresionistă abstractă pop.

## Biografie
A studiat la Univeritatea statului Carolina de Sud trei semestre între 1947 - 1948 după care s-a mutat la New York, unde după puțin timp își reîncepe studiile la Parsons School of Design. Cât a stat la New York, Johns i-a cunoscut pe Robert Rauschenberg, Merce Cunningham și John Cage, contribuind împreună la dezvoltarea artei contemporane din Statele Unite. În 1958, cunoscutul proprietar al unei galerii de artă, Leo Castelli, l-a descoperit în timpul unei vizite la atelierul lui Robert Rauschenberg.
Una din celebrele sale lucrari se numeste Flag (Steagul') pe care l-a pictat după ce a avut un vis în care apărea steagul american.

## Diverse
Actualmente locuiește în Sharon, statul Connecticut, Jasper Johns a fost invitat să-și interpreteze propriul rol într-un episod (Mom and Pop Art) din serialul de desene animate The Simpsons.

## Lucrări foarte cunoscute publicului larg
- White Flag (Steagul alb), 1955
- Three flags (Trei steaguri), 1958
- False start (Start fals), 1959
- Study for skin (Studiul pielii), 1962
- Figure five (Cifra cinci), 1963 - 1964
- Seasons (Anotimpuri), 1986